# Kastanjeryggig vävare
Kastanjeryggig vävare (Ploceus castaneofuscus) är en fågelart i familjen vävare inom ordningen tättingar.

## Utseende och läte
Hane kastanjeryggig vävare har en udda teckning för en vävare, med mestadels svart kropp, förutom kastanjebrunt på rygg och buk. Honan är olivbrun med ljusare undersida och roströd ton på övergumpen. Båda könen har ljust öga, hanen gult och honan ljusbrunt. Honan kan förväxlas med andra vävarhonor, men sällskapar vanligen med hanen. Lätena är typiska för en vävare, ett "chet" och en fräsande sång likt radiostörningar.

## Utbredning och systematik
Fågeln förekommer i Västafrika från Sierra Leone till östra Nigeria. Den behandlas som monotypisk, det vill säga att den inte delas in i några underarter.

### Artstatus
Fågeln kategoriserades tidigare som underart till Ploceus nigerrimus. Den urskiljs dock allt oftare som egen art, sedan 2016 av BirdLife International, 2022 av eBird/Clements och 2023 av IOC.

## Levnadssätt
Kastanjeryggig vävare hittas i fuktiga buskmarker, jordbruksbygd och i skogsbryn. Den ses vanligen i flockar och i stora häckningskolonier. 

## Status
Arten har ett stort utbredningsområde och beståndet anses vara stabilt. Internationella naturvårdsunionen IUCN listar den därför som livskraftig (LC).